# فيرنر شولتس (لاعب كرة قدم)
فيرنر شولتس (بالألمانية: Werner Schulz)‏ (22 يونيو 1913 في ناميبيا - 3 مايو 1947) هو لاعب كرة قدم ألماني في مركز الوسط. شارك مع منتخب ألمانيا لكرة القدم. أما مع النوادي، فقد لعب مع نادي أرمينيا هانوفر ‏.

## وصلات خارجية
- فيرنر شولتس على موقع قاعدة بيانات كرة القدم.إي يو (الإنجليزية)
- فيرنر شولتس على موقع ناشيونال فوتبول تيمز (الإنجليزية)
- فيرنر شولتس على موقع عالم كرة القدم.نت (الإنجليزية)